# Conrad Harder
Conrad Harder Weibel Schandorf (født 7. april 2005) er en dansk professionel fodboldspiller, som spiller for Primeira Liga-klubben Sporting CP.

## Klubkarriere

### Nordsjælland
Harder kom igennem ungdomsakademiet hos FC Nordsjælland, og fik sin førsteholdsdebut med klubben i juni 2023 i en Superliga-kamp imod Viborg.

### Sporting CP
Harder skiftede i september 2024 til Sporting CP i en handel som gjorde ham til den dyreste danske spiller solgt af en Superligaklub nogensinde.

## Landsholdskarriere
Harder har repræsenteret Danmark på flere ungdomsniveauer. Den 23. marts 2025 fik han debut på seniorlandsholdet.